# Kay Adams (curling)
Kay Adams (27 de septiembre de 1987) es una deportista británica que compitió por Escocia en curling. Ganó una medalla de oro en el Campeonato Europeo de Curling Femenino de 2011.

## Palmarés internacional
| Representando a Escocia |               |                |        |
| Campeonato Europeo      |               |                |        |
| Año                     | Lugar         | Medalla        | Prueba |
| 2011                    | Moscú (Rusia) | Medalla de oro | Equipo |